# Und ewig singen die Wälder (Film)
Und ewig singen die Wälder ist ein österreichischer Spielfilm des Regisseurs Paul May, der in freier Adaption auf dem auch in Deutschland schon seit 1934 äußerst populären gleichnamigen Roman des norwegischen Schriftstellers Trygve Gulbranssen basiert. Der von der Wiener Mundus-Film produzierte Film lief in den Kinos der Bundesrepublik Deutschland am 15. September 1959 an und konnte dort sieben Millionen Besucher verzeichnen.
Nach seinem großen Erfolg fand der Film eine Fortsetzung in der wenig später von Regisseur Gustav Ucicky inszenierten Romanverfilmung Das Erbe von Björndal.

## Handlung
Der starrköpfige Großbauer Dag und seine beiden Söhne liegen seit vielen Jahren im Zwist mit der benachbarten Adelsfamilie von Gall, der das Gut Borgland gehört. Als Dags temperamentvoller Sohn Tore sich bei einem Dorffest in Björndal an Galls Tochter Elisabeth heranmacht, wird der Unbewaffnete von ihrem eifersüchtigen Freund, Leutnant Margas, im Kampf mit dem Degen getötet und stürzt in einen Wasserfall. Tores Verschwinden kann zunächst nicht geklärt werden, weil seine Leiche nicht gefunden wird. 
Adelheid Barre, die sensible Tochter des Majors a. D. Barre, belauscht ein Gespräch zwischen Elisabeth von Gall und Leutnant Margas und erfährt so von der Ermordung Tores. Sie reist mit ihrem Vater vorzeitig aus Borgland ab, weil sie mit Elisabeth nicht länger unter einem Dach leben möchte.
Auf der Heimfahrt von Borgland findet Adelheid Barre Dag junior, den bei einer Bärenjagd schwer verletzten jüngeren Sohn des alten Dag. Sie entscheidet sich, eine Weile in Björndal zu bleiben, um den jungen Dag gesundzupflegen. Dabei verliebt sie sich in den sanftmütigen, tiefsinnigen jungen Mann.
Als der alte Dag von Adelheid Barre vom Tod seines Lieblingssohns Tore erfährt, schwört er bittere Rache an der Adelsfamilie.
Im weiteren Verlauf wiederholen sich Situationen, bei denen der alte Dag sein Bedauern zum Ausdruck bringt, dass sein geliebter draufgängerischer Sohn Tore tot und ihm nur sein feinfühliger Sohn geblieben ist. 
Als Dag Adelheid und ihren Vater zu Weihnachten nach Björndal einlädt, heiratet sie ihn auf Betreiben seines Vaters. Der alte Dag vereinnahmt seine Schwiegertochter für sich und zeigt ihr die Bewirtschaftung des Guts. Daraufhin entfremden sich Vater und Sohn. Das junge Paar zieht sich zeitweilig von ihm zurück, um ein normales Eheleben führen zu können.
Der alte Dag übernimmt die Bürgschaft für einen Kredit der Bank an Oberst von Gall, dem niemand mehr Geld leihen möchte, weil er wirtschaftlich am Ende ist. Als Gegenleistung lässt sich der alte Dag das Gut Borgland verpfänden, um auf diese Weise von Gall in die Hand zu bekommen. Den Kaufmann Holder, seinen Schwager, den er mit diesem Geschäft betraut, verpflichtet er zur strengen Geheimhaltung gegenüber der Familie von Gall.
Als die Bank Elisabeth von Gall darüber informiert, will sie das Flößen der Björndalschen Holzstämme über den Fluss, der auf ihrem Gebiet liegt, sperren lassen, und setzt dies mit Androhung von Waffengewalt durch. Also lässt der alte Dag die Baumstämme samt Rinde und Zweigen unter großen Anstrengungen seiner Untergebenen über den Berg transportieren und über einen Wasserfall hinuntergleiten. So kann er sie rechtzeitig weiter flussabwärts wegtransportieren lassen und eine Konventionalstrafe vermeiden.
Als dabei ein Mann zu Tode kommt, ist der junge Dag über die Rücksichtslosigkeit und Härte seines Vaters empört, der auf keinen Fall mit Oberst von Gall um die Durchfahrtserlaubnis verhandeln will. Daher verlässt der junge Dag Björndal, um als Matrose zur See zu fahren.
Inzwischen lässt der alte Dag eine Versteigerung von Gut Borgland anberaumen, um sich für Elisabeths Verhalten zu rächen. Diese steckt daraufhin das Gutshaus vor dem Versteigerungstermin in Brand und kommt, wie es ihre Absicht war, in den Flammen um.
Auch Adelheid verlässt den alten Dag, weil er sich hämisch über den Tod „der alten Hexe“ Elisabeth gefreut hat, und zieht wieder zu ihrem Vater in die Stadt.
Dag senior ist nun einsam und kann sich am Triumph über die Familie von Gall nicht erfreuen, für den er einen hohen Preis zahlen musste. In seiner Einsamkeit und Trauer über den Verlust seiner Familienangehörigen versöhnt er sich mit Oberst von Gall und lässt ihn weiter auf Borgland wohnen.
Später erfährt der alte Dag von seiner Hauswirtschafterin, Jungfer Kruse, dass sein Sohn Dag junior und seine Schwiegertochter zurückgekehrt sind, damit ihr gemeinsames Kind in Björndal zur Welt kommen kann. Sie halten sich in einer Berghütte auf. Der gesundheitlich angeschlagene Dag wagt trotz Kälte und tiefem Schnee den Aufstieg zur Berghütte. Er wird von seinem Sohn sterbend vor der Tür der Berghütte aufgefunden. Mit letzter Kraft fragt der alte Dag nach dem Namen seines Enkels, der inzwischen geboren worden ist. Obwohl der „junge Dag“ sein Leben lang von seinem Vater als ungeliebter Sohn gedemütigt worden ist, gibt er in Anbetracht des absehbaren Todes seines Vaters seinem neugeborenen Sohn den Namen seines vom Vater allzeit vorgezogenen, verstorbenen Bruders Tore. Der alte Dag nimmt das zufrieden zur Kenntnis und stirbt.

## Adaption
Drehbuchautor Heuser hat Gulbranssens Bestseller sehr frei und mit starken Zugeständnissen an die Konventionen des zeitgenössischen deutschen Heimatfilms adaptiert. So endet die Handlung des Romans Und ewig singen die Wälder keineswegs mit dem Tod des alten Dag, sondern bereits mit der Verlobung des jungen Dag mit Adelheid.
Die im Film zentralen Motive des Bruderkonflikts und der Bevorzugung des Erstgeborenen durch den Vater kommen im Roman gar nicht vor. Die Figur des Tore spielt in der literarischen Vorlage nur eine vergleichsweise geringe Rolle und wurde von Heuser unter anderem darum stärker herausgearbeitet, um dem Darsteller Felmy im Film Raum zu verschaffen. Adelheid hat mit der Aufklärung von Tores Tod nichts zu tun. Als sie dem jungen Dag erstmals begegnet, ist dieser auch nicht schwer verletzt, sondern blutet lediglich etwas, weil er – was ihr sehr imponiert – gerade einen Adler erlegt hat. Adelheid und Dag heiraten nicht auf Wunsch des alten Dag, sondern weil sie sich lieben. Da beide sehr verschlossene Menschen sind, finden sie aber lange nicht zueinander. Der alte Dag, der erst im Laufe der Romanhandlung zu Menschlichkeit und Einfühlungsvermögen heranreift – diese Selbstfindung und Läuterung des alten Dag ist das eigentliche Thema des Romans –, erkennt als erster, was die beiden jungen Leute füreinander empfinden, und hilft ihnen, ihre Gefühle zu artikulieren. Als Oberst von Gall zum alten Dag kommt, um ihn um ein Darlehen zu bitten, hat Dag seinen bisherigen Feind zwar in der Hand, beschließt aber, diesen Vorteil nicht auszunutzen und Böses mit Gutem zu vergelten.

## Besetzung und Drehort
Der Film war mit vielen namhaften Schauspielern der damaligen Zeit besetzt, darunter
Gert Fröbe, Hansjörg Felmy und Joachim Hansen. Die Außenaufnahmen wurden in den Seitentälern des Gudbrandsdalen in Süd-Ostnorwegen gedreht. Der fiktive Hof steht als Gut Bjølstad (norwegisch: Bjølstad gård) in Heidal der Gemeinde Sel, im Fylke Innlandet, Norwegen.

Illustrationen zum Film von Helmuth Ellgaard
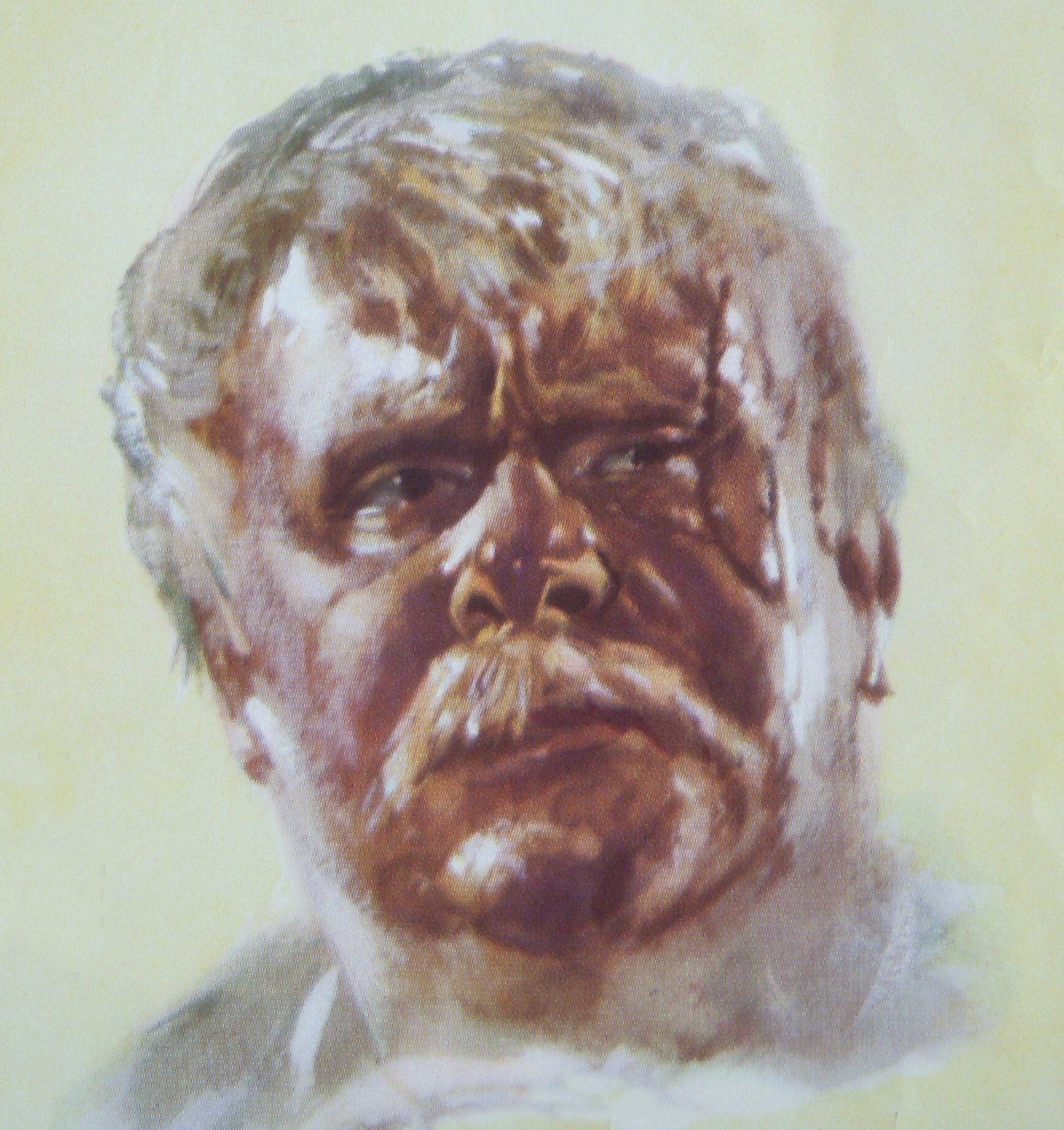
Gert Fröbe: Der alte Dag
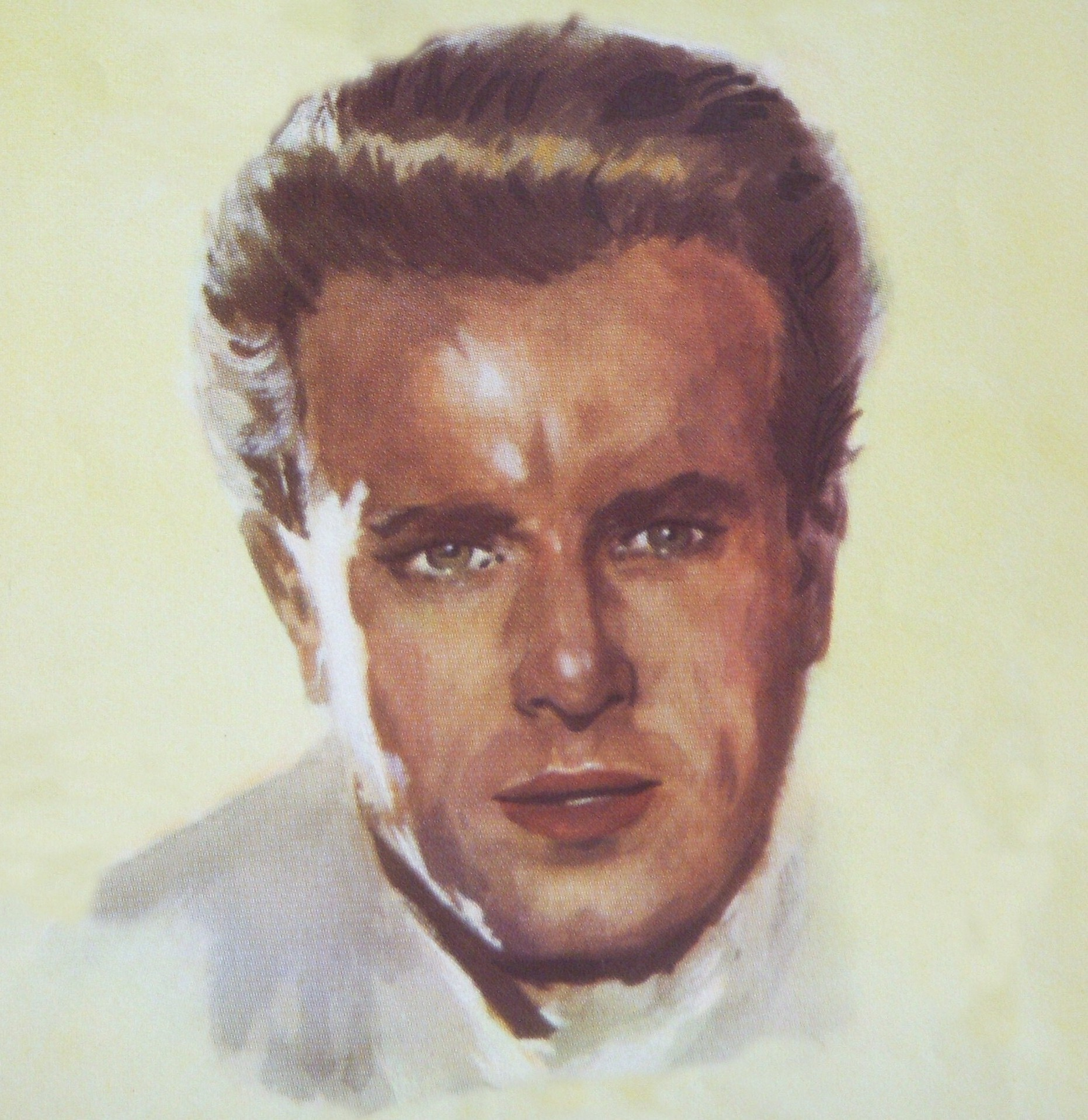
Joachim Hansen: Der junge Dag
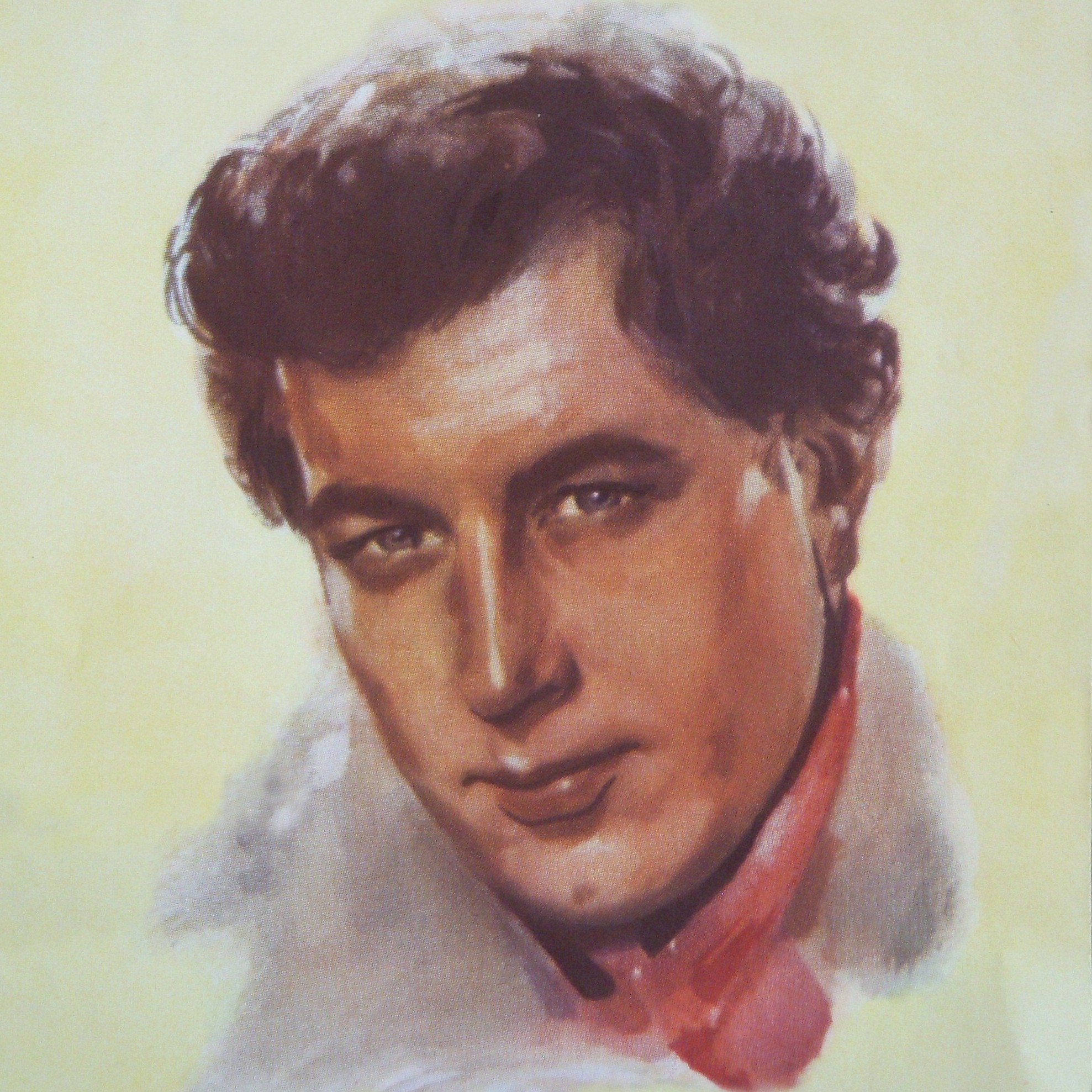
Hansjörg Felmy: Tore
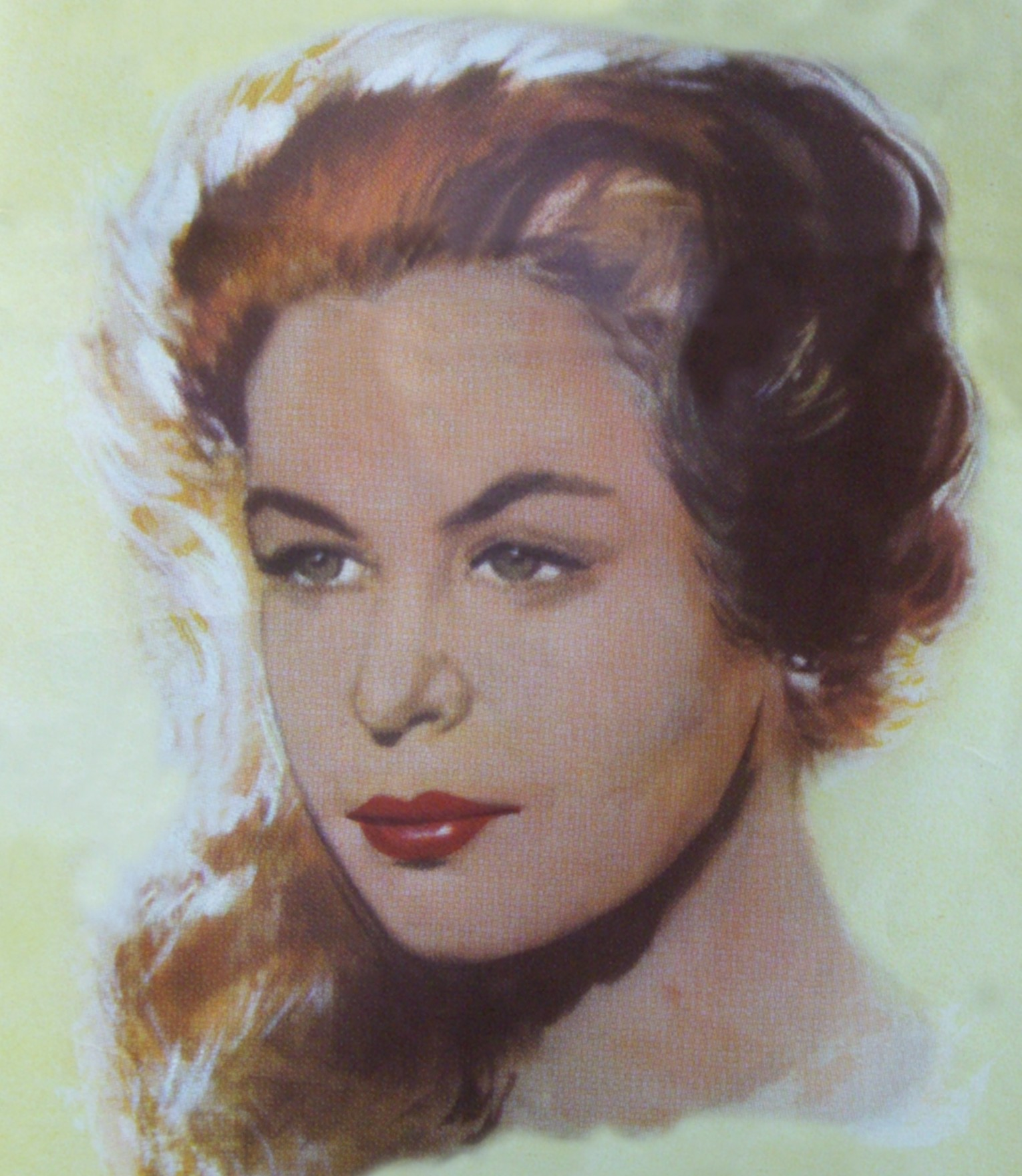
Maj-Britt Nilsson: Adelheid Barre
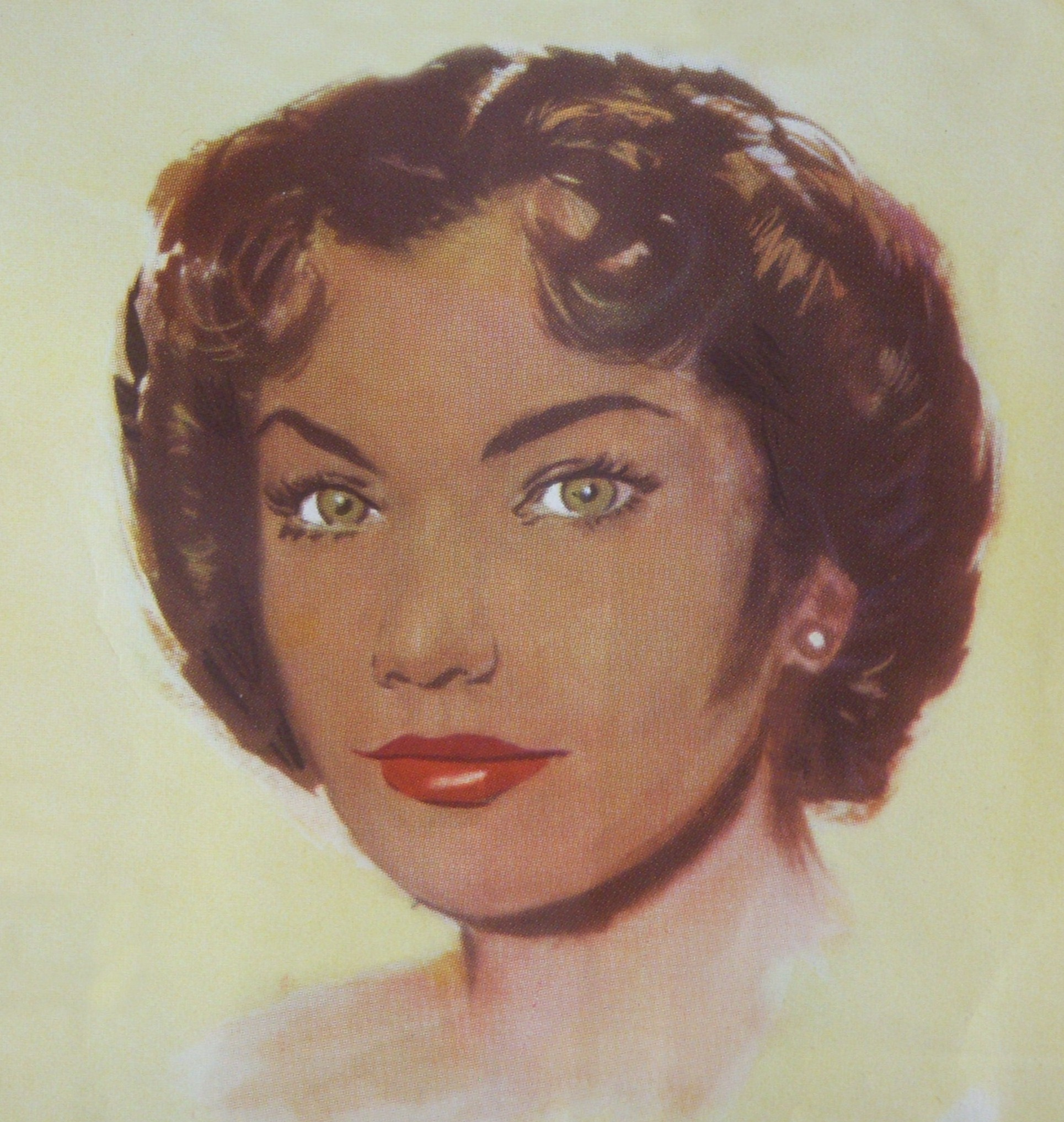
Anna Smolik: Elisabeth von Gall

## Kritiken
Das Lexikon des internationalen Films sieht eine „melodramatische Romanverfilmung in bildwirksamer Gestaltung, die gepflegte Unterhaltung bietet“ und attestiert Gert Fröbe eine hervorragende Leistung „als zunächst tyrannischer, dann ob seines blinden Hochmuts vom Schicksal geschlagener Altbauer“. Der Evangelische Film-Beobachter kommt zu folgendem Schluss: „Etwas unterschiedlich geglückte, im ganzen wohl gut durchschnittliche Verfilmung des bekannten Romans.“